# The Wheel of Time (альбом)
The Wheel of Time — седьмой студийный альбом немецкой певицы Сандры, выпущенный в апреле 2002 года. Пластинка была спродюсирована Михаэлем Крету и Йенсом Гадом и стал первым альбомом Сандры с новым материалом за семь лет. Помимо новых композиций в него вошли каверы на песни других музыкальных исполнителей 1980-х годов, например, «Such a Shame» от Talk Talk, «Silent Running» от Mike and the Mechanics и «Motivation» немецкого дуэта Inker & Hamilton, а также интерпретация на песню Depeche Mode «Freelove». Фотографии на обложке были сделаны Джимом Ракете, на них изображена Сандра без её фирменных длинных волос и с короткой стрижкой.
Песни «Forever», «Such a Shame» и «I Close My Eyes» были также выпущены как синглы.

## Реакция критиков
Мнения специалистов об альбоме несколько разделились. Отдавая отчёт былым заслугам певицы, немецкое сетевое издание Laut.de весьма скептически отнеслось к его состоятельности. От него не стоило ожидать возвращения к корням, даже несмотря на первый танцевальный трек «Forgive Me», обманчиво вызывающий ассоциации с восьмидесятыми. В дальнейшем, по мнению ресурса, слушатели могут быть немного разочарованы холодным трансовым звучанием остального материала. «Остальные номера довольно невзрачны, — писал обозреватель Laut.de Михаэль Фрёммер, — но в качестве расслабляющей музыки после напряжённого рабочего дня определённо подойдут. При условии, что вы сможете выдержать голос Сандры или то, что от него осталось, в течение 45 минут». Со слов Фрёммера, муж исполнительницы и её продюсер Михаэль Крету, пытаясь спасти ситуацию добавил к её вокалу столько эффектов эха и реверберации, что расслышать её голос удавалось только со второго раза. Не остался без внимания и сам факт того, что за семь лет отсутствия творческий дуэт Сандра/Крету для нового диска смог создать лишь семь новых песен, дополнив оставшееся пространство аж четырьмя кавер-версиями. При этом некоторые из них, такие как «Motivation» от Inker & Hamilton и «Silent Running» от Mike and the Mechanics «не так уж и плохи и звучат впечатляюще свежо и динамично», тогда как прочтение депешмодовской «Freelove», ресурс посчитал полным провалом, высказав мнение, что голос Сандры и близко не дотягивает по выразительности до Дейва Гаана.
Рецензия Музыкальной газеты была более благосклонна. В ней среди негативных факторов также указывалось злоупотребление кавер-версиями, но кроме того пластинке в минус заносилось сильное влияние Крету и фирменное звучание проекта Enigma. Да и сама по себе возрастная артистка, по-прежнему «поющая кукольным голосом», смотрится нелепо. Тем не менее музыкальный критик отмечал, что все эти недостатки исчезают со второго прослушивания, и делал вывод, «что этот странный чарующий альбом мне теперь ужасно нравится».

## Список композиций
| №   | Название            | Текст песни                                | Музыка                                     | Длительность |
| --- | ------------------- | ------------------------------------------ | ------------------------------------------ | ------------ |
| 1.  | «Forgive Me»        | Михаэль Крету                              | Михаэль Крету                              | 4:25         |
| 2.  | «Footprints»        | Вольфганг Фильц, Дон Шёнгерц               | Вольфганг Фильц, Дон Шёнгерц               | 3:44         |
| 3.  | «Motivation»        | Дэйв Инкер                                 | Дэйв Инкер                                 | 4:03         |
| 4.  | «I Close My Eyes»   | Энди Йонас, Михаэль Крету                  | Энди Йонас                                 | 4:07         |
| 5.  | «Perfect Touch»     | Вольфганг Фильц                            | Петер Риз, Хайдемари Йеднер                | 3:45         |
| 6.  | «Silent Running»    | Брайан Александр Робертсон, Майк Резерфорд | Брайан Александр Робертсон, Майк Резерфорд | 4:18         |
| 7.  | «Such a Shame»      | Марк Холлис                                | Марк Холлис                                | 4:21         |
| 8.  | «Now!»              | Михаэль Крету                              | Михаэль Крету, Йенс Гад                    | 4:02         |
| 9.  | «Free Love»         | Мартин Гор                                 | Мартин Гор                                 | 4:16         |
| 10. | «Forever»           | Петер Риз, Вольфганг Фильц                 | Петер Риз, Вольфганг Фильц                 | 3:46         |
| 11. | «The Wheel of Time» | Михаэль Крету, Йенс Гад                    | Михаэль Крету, Йенс Гад                    | 4:08         |

## Участники записи и технический персонал
Приведены по сведениям базы данных Discogs:
- Сандра — ведущий вокал
- Михаэль Крету — продюсирование
- Йенс Гад — продюсирование
- Иоганн Замбриский — художественное оформление
- Джимом Ракете[англ.] — фоторгафии

## Позиции в хит-парадах
| Хит-парад (2002)                | Высшая позиция | Длительность пребывания |
| ------------------------------- | -------------- | ----------------------- |
| Австрия (Ö3 Austria)            | 63             | 1 неделя                |
| Германия (Offizielle Top 100)   | 8              | 8 недель                |
| Европа (Music & Media)          | 35             | нет данных              |
| Чехия (ČNS IFPI)                | 17             | нет данных              |
| Швейцария (Schweizer Hitparade) | 68             | 3 недели                |